# Хенань
Хена́нь (кит.: 河南) — провінція в центральній частині КНР, в басейні середньої і нижньої течій річок Хуанхе і Хуайхе. Площа 167 000 км². Населення 98 690 000 чоловік (2007). Адміністративний центр — місто Чженчжоу.
Провінцію Хенань називають колискою китайської цивілізації, яка має понад 3000 років літописної історії. На її території розташовувалися столиці понад 20 династій і царств. Хенань знаменита своїми пам'ятками культури та історії. Зокрема, саме там знаходяться монастир Шаолінь, стародавня столиця Лоян і колиска китайського буддизму — храм Білого Коня.

## Адміністративний поділ
Хенань поділяється на 17 міських округів та 1 повітове (субпрефектурне) місто прямого підпорядкування:
| Карта                | #             | Українська назва | Китайська назва  | Піньінь |
| -------------------- | ------------- | ---------------- | ---------------- | ------- |
|                      | Міські округи |                  |                  |         |
| 1                    | Чженчжоу      | 郑州市           | Zhèngzhōu Shì    |         |
| 2                    | Аньян         | 安阳市           | Ānyáng Shì       |         |
| 3                    | Хебі          | 鹤壁市           | Hèbì Shì         |         |
| 4                    | Цзяоцзо       | 焦作市           | Jiāozuò Shì      |         |
| 5                    | Кайфен        | 开封市           | Kāifēng Shì      |         |
| 6                    | Лохе          | 漯河市           | Luòhé Shì        |         |
| 7                    | Лоян          | 洛阳市           | Luòyáng Shì      |         |
| 8                    | Наньян        | 南阳市           | Nányáng Shì      |         |
| 9                    | Піндіншань    | 平顶山市         | Píngdǐngshān Shì |         |
| 10                   | Пуян          | 濮阳市           | Púyáng Shì       |         |
| 11                   | Саньменься    | 三门峡市         | Sānménxiá Shì    |         |
| 12                   | Шанцю         | 商丘市           | Shāngqiū Shì     |         |
| 13                   | Сіньсян       | 新乡市           | Xīnxiāng Shì     |         |
| 14                   | Сіньян        | 信阳市           | Xìnyáng Shì      |         |
| 15                   | Сюйчан        | 许昌市           | Xǔchāng Shì      |         |
| 16                   | Чжоукоу       | 周口市           | Zhōukǒu Shì      |         |
| 17                   | Чжумадянь     | 驻马店市         | Zhùmǎdiàn Shì    |         |
| Субпрефектурне місто |               |                  |                  |         |
| 18                   | Цзіюань       | 济源市           | Jìyuán Shì       |         |